# Presidente Hayes
Presidente Hayes – jeden z departamentów Paragwaju. Stolicą jest Pozo Colorado. Graniczy on na południu z Argentyną (prowincja Formosa).

## Etymologia
Departament ten wziął nazwę od prezydenta USA Rutherforda B. Hayesa, który był arbitrem między Paragwajem i Argentyną w sprawie ustalenia granic po Wojnie Potrójnego Sojuszu.

## Sąsiednie departamenty
1. Boquerón – na zachodzie
2. Alto Paraguay – na północy
3. Concepción – na północnym wschodzie
4. San Pedro – na środkowym wschodzie
5. Cordillera – na południowym wschodzie
6. Central – na południowym wschodzie
7. dystrykt stołeczny Asunción – na południowym wschodzie

## Dystrykty
Presidente Hayes dzieli się na 6 dystryktów:
1. Benjamín Aceval
2. Jose Falcon
3. Nanawa (Puerto Elsa)
4. Pozo Colorado
5. Puerto Pinasco
6. Villa Hayes